# Прунь (Ілфов)
Прунь, Пруні (рум. Pruni) — село у повіті Ілфов в Румунії. Адміністративно підпорядковане місту Мегуреле.
Село розташоване на відстані 14 км на південний захід від Бухареста.

## Населення
За даними перепису населення 2002 року у селі проживали 210 осіб, усі — румуни. Усі жителі села рідною мовою назвали румунську.